# Vejle Station
Vejle Station er en vigtig jernbanestation på den østjyske hovedbane, hvor jernbanen mellem Aarhus og København møder jernbanen mod Jelling, Herning, Holstebro og Struer. 
Sydtrafiks busterminal ved stationen kalder de Trafikcentret eller Vejle Trafikcenter.
Vejle Station ligger på Banegårdspladsen 3b i Vejle i Østjylland.

## Historie
Dette afsnit eller denne liste er kun påbegyndt. Hvis du ved mere om emnet, kan du hjælpe Wikipedia ved at tilføje mere.

Vejle Station var endestation på Vejle-Vandel-Grindsted Jernbane, der blev lukket i 1957.

## Stationsbygninger
Den oprindelige stationsbygning blev indviet 4. oktober 1868 og nedrevet i 1997. Nedrivningen skyldtes behov for at kunne håndtere større passagermængder.
Den nuværende stationsbygning blev indviet 15. juni 1998.
Stationsbygningen rummer toiletter, bagagebokse, billetautomater og en DSB 7-Eleven.

## Trafikcentret og bustrafik
Tekst mangler, hjælp os med at skrive teksten